# Steiner Pál (politikus)
Steiner Pál (Budapest, 1953. március 13. –) magyar politikus (MSZP), a Fővárosi Közgyűlés tagja, ott az MSZP frakció vezetője. Az V. kerület egykori szocialista polgármestere, volt országgyűlési képviselő.

## Életrajza
1971-ben végezte el a kereskedelmi szakmunkásképző iskolát, majd 1977-ben a kereskedelmi szakközépiskolát. 1970-1971-ben a Ferroglobus Vállalatnál volt adatrögzítő, majd a Szerszám,- és Kisgépértékesítő Vállalatnál dolgozott. 1986-ban lépett be az MSZMP-be, ahol a párt Budapest V. Kerületi Bizottságának politikai munkatársa volt 1989-ig, mikoris az MSZMP XIV. kongresszusán többedmagával a Magyar Szocialista Párt alapító tagja lett. 1998-tól 2004-ig az MSZP Országos Etikai és Egyeztető Bizottságának elnöke volt, 2004-ben az országos pártelnökség tagja lett.
2002-ben Budapest V. kerületének polgármesterévé választották; tisztségét a 2006-os választásokig látta el. Akkor azonban a fideszes Rogán Antaltól vereséget szenvedett. Azóta a kerületi önkormányzat egyik képviselője, ahová először még 1994-ben választották be. A 2002-es, a 2006-os és a 2010-es országgyűlési választásokon is pártja budapesti listájáról szerzett parlamenti mandátumot.